# Biskupice-Pulkov
Biskupice-Pulkov település Csehországban, a Třebíči járásban. Biskupice-Pulkov Rozkoš, Slatina, Újezd, Radkovice u Hrotovic és Litovany településekkel határos. Lakosainak száma 254 fő (2024. január 1.).

## Népesség
A település lakosságának változását az alábbi diagram mutatja:
| Lakosok száma | 710  | 728  | 759  | 661  | 392  | 309  | 268  | 262  | 255  | 254  |
|               | 1869 | 1890 | 1921 | 1950 | 1980 | 2001 | 2017 | 2019 | 2022 | 2024 |